# Герб комуни Нючепінг
Герб комуни Ничепінг (швед. Nyköpings kommunvapen) — символ шведської адміністративно-територіальної одиниці місцевого самоврядування комуни Ничепінг.

## Історія
Зображення вежі відоме з печаток міста з 1359 року. 1945 року герб міста Ничепінг отримав королівське затвердження.

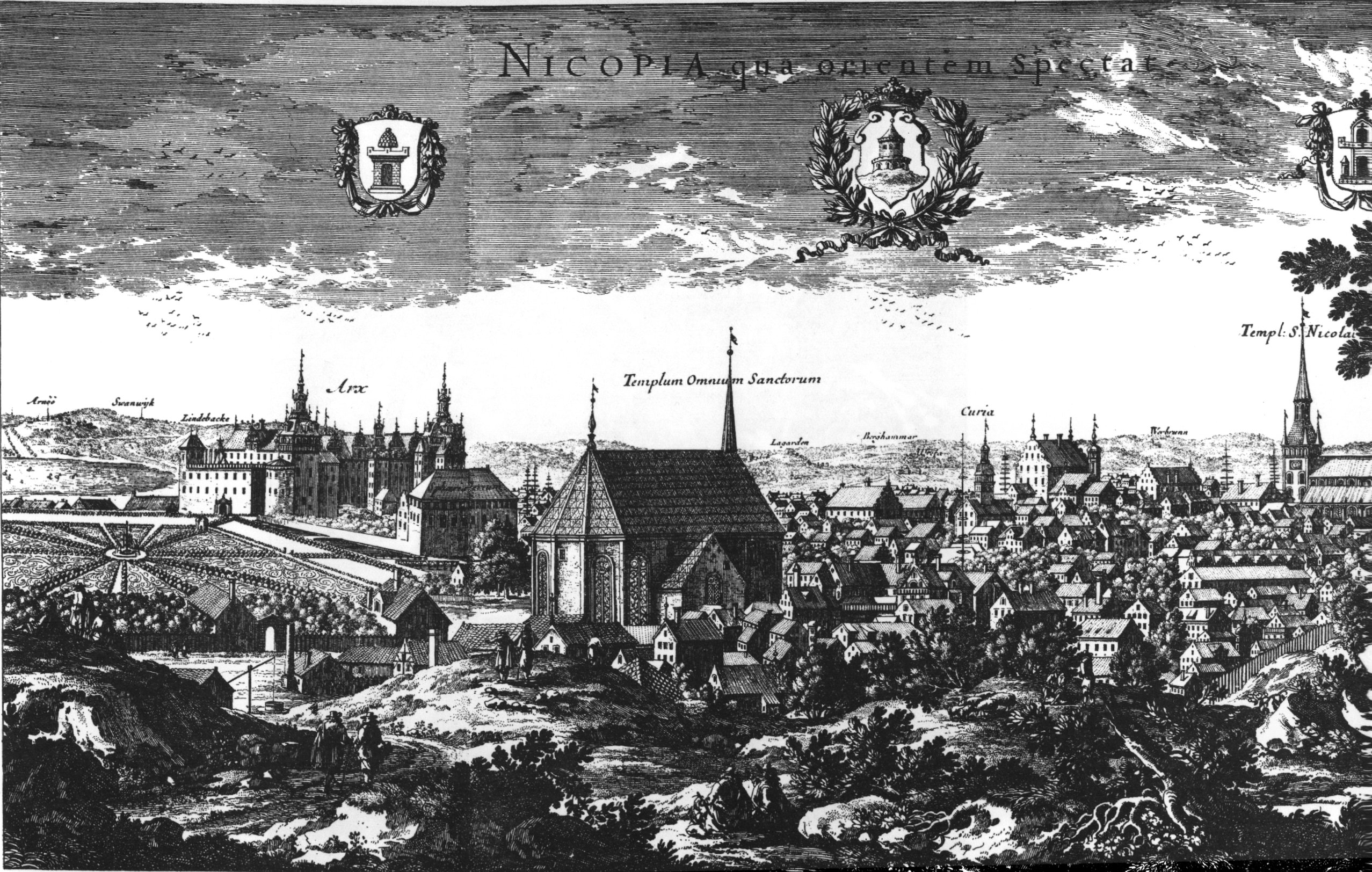
Герби на гравюрі з панорамою Ничепінга (біля 1700 р.)

Після адміністративно-територіальної реформи, проведеної в Швеції на початку 1970-х років, муніципальні герби стали використовуватися лишень комунами. Тому тепер цей герб представляє комуну Нючепінг, а не місто.
Герб комуни зареєстровано 1975 року.

## Опис (блазон)
У срібному полі червона фортечна вежа з зубчастим балконом і гострим дашком.

## Зміст
Фортечна вежа вказує на історичне значення Нючепінга як укріпленого пункту.